# Вим Делвоа
Вим Делвоа (на френски: Wim Delvoye) е белгийски концептуален артист, известен със своите находчиви и често шокиращи произведения на изкуството. Той многократно комбинира атрактивното с отблъскващото.
Творчеството на Делвоа е еклектично, излагайки интереса си към редица теми – от телесната функция до Римокатолическа църква, пораждайки многобройни въпроси между тях. Той живее и работи в Белгия.

## Ранен Живот
Вим Делвоа е живял във Вервик, малък град в Западна Фландрия, Белгия.
Въпреки че не е имал религиозно възпитание, Делвоа е повлиян от римо-католическото общество в което е израснал както и към религиозното почитане на символи. В разговор с Майкъл Ейми за „Ню Йорк Таймс“, Делвоа заявява: „Спомням си ярко маршируващи тълпи зад една-единствена статуя, както и за хората коленичили пред рисувани и издълбани олтари... Въпреки че бях едва наясно с идеите зад тези видове изображения, аз веднага разбрах, че картините и скулптурите са от голямо значение.“ По-късно творческата кариера на Делвоа бе белязана от способността му да манипулира предмети.

## Кариера
Израствайки, Делвоа посещава изложби заедно с родителите си и любовта му към рисуването го довежда до художествено училище. Делвоа казва, че песимистичните очаквания на белгийските студенти по изкуства го освободили, като го накарали да разбере, че „няма нищо за губене.“ Малко след това започва да живописва върху тапети и килими, оцветявайки вече съществуващите декоративни форми противопоствяйки се на тенденциите за свободно изразяване в света на изкуството по онова време.
Делвоа счита себе си за концептуален артист.
След 1990 г., асистенти и специалисти му помагат да изпълни голяма част от работите му. През 1992 г. Делвоа получава международно признание с представянето на своята „мозайка“ на Документа IX, симетричен дисплей от стъклени плочки върху които са изобразени снимки на собствените му изпражнения. Организаторът на Документа IX, Йан Хоет заявява, че „Силата на Вим Делвоа се крие в способността му да намира конфликт чрез комбиниране на изобразителното изкуство и народното творчество, играейки несериозно срещу иронията.“ Три от най-известните му проекти са „Клоака“, „Арт Ферма“, както и поредица от готически произведения.

## Произведения
- Клоака

Делвоа е може би най-известен с храносмилателната му машина, „Клоака“, която представи в музея за съвременно изкуство в Антверпен, след осем години консултации с експерти в области вариращи от ВиК инсталации до гастроентерология." Клоака „е голяма инсталация, която превръща храната в изпражнения и която позволява на артиста да изследва храносмилателния процес. Храната тръгва през една дълга, прозрачни уста, преминава през редица машини подобни на събирателни станции и завършва в твърди частици, които се отделят от течността през един цилиндър. Делвоа събира и продава реалистично миришещата продукция като я предлага в малки буркани от резина в студиото си в Гент. Запитан за вдъхновение, Delvoye заявява, че всичко в съвременния живот е безсмислено. А най-безсмисленият предмет, който би могъл да създаде била машина, която не служи за нищо освен за намаляване на храната в отпадъците. „Клоака“ се появява в множество превъплъщения, включително: „Клоака Оригинал“, „Клоака – Нова & подобрена“, „Клоака Турбо“, „Клоака Куатро“, „Клоака № 5“ и „Лична Клоака“.
- Арт Ферма

През 1992 г. Делвоа започва да татуира прасешки кожи, взети от кланици, в Съединените щати, а едва през 1997 г. започва да използва и живи прасета. Той се интересува от идеята, че прасето растейки ще расте и неговата стойност, физически и икономически.
През 2004 г. прави ферма за отглеждане на прасета в Китай, където ограниченията върху благосъстоянието на животните са по-леки. Свинете са татуирани с голямо разнообразие от рисунки, включително и банални като черепи и кръстове както и с декорация от десените за аксесоари на френската модна къща Луи Витон. Проектите са създадени от Делвоа и неговите трима колеги, които живеят там. В интервю с Пол Ластер за АртАзияПасифик, Делвоа описва процеса на татуиране на живо прасе: „Ние го успокояваме, бръснеме го и намазваме кожата му с вазелин.“ Друга проява на противоречие както и в изкуството на Делвоа е че той е собственик на свинеферма, но и практикуващ вегетарианец.
- Готически Работи

Делвоа е популярен и със своят „готик“ стил. През 2001 г. с помощта на рентгенолог и няколко приятели, които са намазани с малки количества барий, извършват сексуални актове в рентгенови клиники. След това Делвоя използва рентгеновите снимки за попълване на готик дограми вместо класическите витражи.
Делвоа също създава големи лазерно нарязани стоманени скулптури на предмети, който обикновено се срещат в строителството, пригодени във фламандски бароков стил от седемнадесети век. Делвоа обединява тежката и груба сила на съвременните машини с нежната изработка свързана с готическата архитектура.